# Liste der Kulturdenkmäler in Battenberg (Pfalz)
In der Liste der Kulturdenkmäler in Battenberg (Pfalz) sind alle Kulturdenkmäler der rheinland-pfälzischen Ortsgemeinde Battenberg (Pfalz) aufgeführt. Grundlage ist die Denkmalliste des Landes Rheinland-Pfalz (Stand: 19. Dezember 2024).

## Denkmalzonen
| Bezeichnung          | Lage                   | Baujahr         | Beschreibung | Bild                           |
| -------------------- | ---------------------- | --------------- | --- | ------------------------------ |
| Burgruine Battenberg | östlich des Ortes Lage | 12. Jahrhundert | 1572 erstmals erwähnt, wahrscheinlich aber im 12. Jahrhundert erbaut, erhalten die Ringmauer; auf der Südseite polygonal ausspringender Geschützturm, wohl aus dem 16. Jahrhundert, an der nördlichen Ecke Rest des Torhauses, daran rückwärtig kleines Wohnhaus, 18. oder frühes 19. Jahrhundert; an der Ostseite Unterbau des Wohngebäudes mit hochliegendem gewölbtem Keller; polygonaler Treppenturm in der Mitte des Hofes, im 19. Jahrhundert als Gartenpavillon mit Eisentreppe und Balkon ausgebaut | weitere Bilder Fotos hochladen |

## Einzeldenkmäler
| Bezeichnung                   | Lage                                    | Baujahr                           | Beschreibung | Bild                           |
| ----------------------------- | --------------------------------------- | --------------------------------- | --- | ------------------------------ |
| Leiningisches Hofgut          | Hauptstraße 1/3, Im Weedengarten 2 Lage | frühes 17. Jahrhundert            | ehemaliges gräflich-leiningisches Hofgut; Nr. 3 eineinhalbgeschossiges ehemaliges Hofhaus, teilweise Fachwerk, im Kern wohl aus dem frühen 17. Jahrhundert, gründerzeitlich überformt; Keller- und Speicherbau mit Krüppelwalmdach um 1840; ehemalige Zehntscheune wohl aus dem 18. Jahrhundert; in der ehemaligen Mühle Volutenstein, bezeichnet 1724; Nr. 1 spätklassizistischer Krüppelwalmdachbau 1861, dreischiffiger Pferdestall, Wirtschaftsgebäude 1865 und 1894; Hof mit Brunnen | Fotos hochladen                |
| Rat- und Schulhaus            | Hauptstraße 14 Lage                     | um 1880                           | ehemaliges Rat- und Schulhaus; eineinhalbgeschossiger spätklassizistischer Sandsteinquaderbau aus Kapuzinerstein, um 1880 | BW                             |
| Hoftor                        | Hauptstraße, an Nr. 40 Lage             | 1756                              | Hoftor, bezeichnet 1756 | BW                             |
| Protestantische Martinskirche | Kirchgasse 6 Lage                       | erste Hälfte des 13. Jahrhunderts | Bruchsteinsaalbau, erste Hälfte des 13. Jahrhunderts, mit älteren romanischen Bauteilen (u. a. Kreuz-Tympanon), spätbarocke Außentreppen bezeichnet 1758; mittelalterlicher Friedhofsmauer mit spätromanischem Tor; barockes Grabkreuz 1724, Fragment 1741 | weitere Bilder Fotos hochladen |
| Wohnhaus                      | Steinbrunner Weg 20 Lage                | 1973–1975                         | Einfamilienhaus in exponierter Steilhanglage über dem Ortskern, ausgebildet als Flachdachhaus mit Garage als einzeln stehendem Kubus, 1973–1975, Architekt Gerd Volker Heene, Ludwigshafen | BW                             |